# Чемпіонат світу з футболу 2018
Чемпіонат світу з футболу 2018 — 21-й чемпіонат світу з футболу ФІФА, фінальний етап якого проходив з 14 червня по 15 липня 2018 року в Росії. Матчі відбувалися в 11-ти російських містах: Єкатеринбурзі, Санкт-Петербурзі, Сочі, Казані, Калінінграді, Саранську, Самарі, Ростові-на-Дону, Нижньому Новгороді, Волгограді та Москві. Перший в історії мундіаль, який пройшов одразу у двох частинах світу — Європі та Азії.
У фінальному турнірі взяли участь 32 національні збірні. 31 команда пройшла відбірковий турнір, збірна Росії взяла участь як господар змагання. Титул чемпіона світу з футболу 2018 року здобула збірна Франції, яка у фінальному матчі здолала збірну Хорватії з рахунком 4:2.
Міністерство юстиції США стверджує, що є докази підкупу Росією чиновників ФІФА заради проведення в них чемпіонату світу-2018.

## Вибір господаря
За право проведення чемпіонату 2018 року змагалися Росія, Англія, а також зі спільними заявками Бельгія з Нідерландами та Іспанія з Португалією. 2 грудня 2010 року в Цюриху оголосили результат таємного голосування у виконавчому комітеті ФІФА, згідно з яким господарем чемпіонату стала Росія.
Голосування
| Країна               | Перший раунд | Другий раунд |
| -------------------- | ------------ | ------------ |
| Росія                | 9            | 13           |
| Іспанія / Португалія | 7            | 7            |
| Нідерланди / Бельгія | 4            | 2            |
| Англія               | 2            | 0            |

## Скандали

### Звинувачення в нечесних виборах
Починаючи з виборів країни-господаря ЧС-2018 у 2010, у світових ЗМІ з'явилися численні критичні публікації, що наголошували кримінальний (головним чином корупційний) характер вибору Росії господаркою ЧС-2018. Ці звинувачення спиралися не на встановлені в судовому порядку факти, а на дані інсайдерів з ФІФА, спортивних аналітиків-експертів, журналістів. Пізніше вони отримали підтвердження фактичними доказами з державних правоохоронних служб та розвідки (ФБР, БНД та ін.).
Так за встановленими БНД даними, первинне рішення про надання Росії прав ЧС-2018 було прийняте на таємній зустрічі в Москві ще в 2005 році. Президент ФІФА Зепп Блаттер зустрівся в січні 2005 в московському елітному нічному клубі «China Club» з одним з російських кримінальних авторитетів, «злодієм в законі», «фахівцем» по корупції в галузі спорту або влаштуванню потрібних результатів спортивних змагань Алімжаном Тохтахуновим (він же «Тайванчик», «Узбек», а також «Алік»). Свого часу Алік Тайванчик був поставлений «смотрящим» в Європі нині покійним лідером російського кримінального світу, також «злодієм в законі» В'ячеславом Іваньковим (Япончиком). На цій зустрічі в «China Club» також був присутній колишній високопосадовець, радянсько-російський футбольний функціонер та відомий персонаж розслідувань багатьох корупційних схем В'ячеслав Колосков.
Тохтахунов на зустрічі з Зеппом Блаттером в «China Club» був офіційно у ролі голови російського «Вітчизняного футбольного фонду», але неофіційно він був там, щоб отримати від керівництва ФІФА згоду про надання прав проведення чемпіонату світу з футболу 2018 року Росії. І потрібне позитивне рішення на цій зустрічі було прийняте. Пізніше на Конгресі ФІФА в грудні 2010 воно було оформлене офіційно.
Німецьким спецслужбам вдалося сфотографувати зустріч в «China Club». Коли ці фото показали Зеппу Блаттеру і спитали — чи впізнає він пана (Тохтахунова) поряд з ним на світлинах, Блаттер відповів наступним чином:
| — «Можна знайти тисячі моїх фотографій зі сторонніми людьми, і зовсім необов'язково, що я цих людей знаю. Цього пана я не пам'ятаю»[6][7][8]. |
Як повідомив часопис Українська правда, серед головних фігурантів розслідування швейцарської прокуратури та дисциплінарних органів ФІФА щодо купівлі Росією права приймати ЧС-2018 є і віце-президент УЄФА Григорій Суркіс. Він є також фігурантом окремого розслідування, що проводить Генеральна прокуратура США. Як повідомив далі часопис, 24 липня 2015 Г.Суркіс, в компанії з кумом Суркіса та Путіна Віктором Медведчуком, побував у Санкт-Петербурзі за офіційним приводом — «жеребкування кваліфікаційного раунду ЧС-2018». Вони мали розмову з Путіним «на футбольну тематику». Медведчук рекомендував Путіну Суркіса — як людину, яка має серйозний авторитет у європейському футболі та у давніх дружніх стосунках з президентом ФІФА Блаттером. Путіна, в свою чергу, цікавили «всі варіанти», за яких у Росії можуть відібрати права на Чемпіонат світу з футболу 2018 року. Сторони обговорили потенційну загрозу ЧС в Росії в разі приходу до посади президента ФІФА Мішеля Платіні. Якщо на виборах президента ФІФА в грудні 2015 виграв би Мішель Платіні, то корупційний скандал у ФІФА був доведений до свого логічного завершення, а господарі ЧС-2018 і ЧС-2022 би змінилися. Часопис наголошує, що невипадково відразу після візиту Суркіса до Путіна, у світових ЗМІ з'явилося компрометуюче досьє на Платіні. Сліди цього документу цілком можливо йдуть саме з України.

### Визнання Блаттером підтасовки виборів
28 жовтня 2015 у своїх інтерв'ю британському часопису «Financial Times» та російській інформагенції ТАСС президент ФІФА Йозеф Блаттер визнав, що закулісна таємна домовленість про надання прав Чемпіонату світу 2018 Росії існувала заздалегідь, ще до офіційного голосування виконкому ФІФА 2 грудня 2010 року. За словами Блаттера, у керівництві ФІФА уклали так звану неписьмову «джентльменську угоду» (англ. “gentleman’s agreement”), що передбачала фальсифікацію результатів голосування, щоб надати права ЧС-2018 Росії.. Це визнання Блаттера, вищої посадової особи в ієрархії ФІФА, викликало суперечливі спроби невдалих спростувань, зі спробами перекручень і свідомо неправильного перекладу з англійської з боку російського державного спортивного керівництва.

### Скандальні дії ФІФА зі збірною Хорватії
У чвертьфінальному матчі Росія — Хорватія балканці обіграли суперника в серії післяматчевих пенальті. Згодом у мережі з'явилося відео, у якому захисник Домагой Віда і член тренерського штабу збірної Хорватії Огнєн Вукоєвич, екс-гравці київського «Динамо», присвятили перемогу своїй колишній команді й Україні загалом. У відповідь користувачі російського Інтернету почали вимагати у ФІФА покарання для футболістів за нібито політичні висловлювання. У відповідь ФІФА винесла офіційне попередження Домагою Віді, а Огнєна Вукоєвича оштрафувала. Це викликало неабиякий резонанс в Україні. Президент ФФУ Андрій Павелко направив офіційне звернення до ФІФА та УЄФА з вимогою пояснити своє рішення. Українські користувачі соціальної мережі Facebook почали масову атаку на офіційну сторінку ФІФА, знизивши її рейтинг з 5 зірок до 1,1, залишаючи відгуки з найнижчою оцінкою та висловом «Слава Україні». У відповідь організація закрила можливість залишати відгуки. Сам Віда заявив, що його відео не мало жодного політичного підґрунтя, він просто подякував українцям за підтримку. Також закрили рейтинг на офіційній сторінці ФІФА в Google.

## Учасники
| Команда           | Метод кваліфікації                            | Дата кваліфікації | Участь у фін. стад. | Востаннє | Найкращий результат                    | Рейтинг ФІФА |
| ----------------- | --------------------------------------------- | ----------------- | ------------------- | -------- | -------------------------------------- | ------------ |
| Росія             | Господар                                      | 2 грудня 2010     | 4                   | 2014     | Груповий етап (1994, 2002, 2014)       | 65           |
| Бразилія          | Перше місце південноамериканського відбору    | 28 березня 2017   | 21                  | 2014     | Чемпіон (1958, 1962, 1970, 1994, 2002) | 2            |
| Іран              | Переможець групи А азійського відбору         | 12 червня 2017    | 5                   | 2014     | Груповий етап (1978, 1998, 2006, 2014) | 34           |
| Японія            | Переможець групи B азійського відбору         | 31 серпня 2017    | 6                   | 2014     | 1/8 фіналу (2002, 2010)                | 44           |
| Мексика           | Перше місце північноамериканського відбору    | 1 вересня 2017    | 16                  | 2014     | 1/4 фіналу (1970, 1986)                | 16           |
| Бельгія           | Переможець групи H європейського відбору      | 3 вересня 2017    | 13                  | 2014     | 4-е місце (1986)                       | 5            |
| Південна Корея    | Друге місце групи А азійського відбору        | 5 вересня 2017    | 10                  | 2014     | 4-е місце (2002)                       | 62           |
| Саудівська Аравія | Друге місце групи B азійського відбору        | 5 вересня 2017    | 5                   | 2006     | 1/8 фіналу (1994)                      | 63           |
| Німеччина         | Переможець групи C європейського відбору      | 5 жовтня 2017     | 18                  | 2014     | Чемпіон (1954, 1974, 1990, 2014)       | 1            |
| Англія            | Переможець групи F європейського відбору      | 5 жовтня 2017     | 14                  | 2014     | Чемпіон (1966)                         | 12           |
| Іспанія           | Переможець групи G європейського відбору      | 6 жовтня 2017     | 15                  | 2014     | Чемпіон (2010)                         | 8            |
| Нігерія           | Переможець групи B африканського відбору      | 7 жовтня 2017     | 6                   | 2014     | 1/8 фіналу (1994, 1998, 2014)          | 41           |
| Коста-Рика        | Друге місце північноамериканського відбору    | 7 жовтня 2017     | 5                   | 2014     | 1/4 фіналу (2014)                      | 22           |
| Польща            | Переможець групи E європейського відбору      | 8 жовтня 2017     | 8                   | 2006     | 3-є місце (1974, 1982)                 | 6            |
| Єгипет            | Переможець групи E африканського відбору      | 8 жовтня 2017     | 3                   | 1990     | Груповий етап (1934, 1990)             | 30           |
| Ісландія          | Переможець групи I європейського відбору      | 9 жовтня 2017     | дебют               | -        | -                                      | 21           |
| Сербія            | Переможець групи D європейського відбору      | 9 жовтня 2017     | 2                   | 2010     | Груповий етап (2010)                   | 38           |
| Португалія        | Переможець групи B європейського відбору      | 10 жовтня 2017    | 7                   | 2014     | 3-є місце (1966)                       | 3            |
| Франція           | Переможець групи A європейського відбору      | 10 жовтня 2017    | 15                  | 2014     | Чемпіон (1998)                         | 7            |
| Уругвай           | Друге місце південноамериканського відбору    | 11 жовтня 2017    | 13                  | 2014     | Чемпіон (1930, 1950)                   | 17           |
| Аргентина         | Третє місце південноамериканського відбору    | 11 жовтня 2017    | 17                  | 2014     | Чемпіон (1978, 1986)                   | 4            |
| Колумбія          | Четверте місце південноамериканського відбору | 10 жовтня 2017    | 6                   | 2014     | 1/4 фіналу (2014)                      | 13           |
| Панама            | Третє місце північноамериканського відбору    | 11 жовтня 2017    | дебют               | -        | -                                      | 49           |
| Сенегал           | Переможець групи D африканського відбору      | 10 листопада 2017 | 2                   | 2002     | 1/4 фіналу (2002)                      | 32           |
| Марокко           | Переможець групи C африканського відбору      | 11 листопада 2017 | 5                   | 1998     | 1/8 фіналу (1986)                      | 48           |
| Туніс             | Переможець групи A африканського відбору      | 11 листопада 2017 | 5                   | 2006     | Груповий етап (1978, 1998, 2002, 2006) | 28           |
| Швейцарія         | Переможець плей-оф європейського відбору      | 12 листопада 2017 | 10                  | 2014     | 1/4 фіналу (1934, 1938, 1954)          | 11           |
| Хорватія          | Переможець плей-оф європейського відбору      | 12 листопада 2017 | 4                   | 2014     | 3-є місце (1998)                       | 18           |
| Швеція            | Переможець плей-оф європейського відбору      | 13 листопада 2017 | 12                  | 2006     | 2-е місце (1958)                       | 25           |
| Данія             | Переможець плей-оф європейського відбору      | 14 листопада 2017 | 5                   | 2010     | 1/4 фіналу (1998)                      | 19           |
| Австралія         | Переможець міжконтинентального плей-оф        | 15 листопада 2017 | 5                   | 2014     | 1/8 фіналу (2006)                      | 43           |
| Перу              | Переможець міжконтинентального плей-оф        | 16 листопада 2017 | 5                   | 1982     | 1/4 фіналу (1970)                      | 10           |

### Склади команд
У матчах чемпіонату світу можуть брати участь гравці, включені до заявок збірних на турнір, сформованих до його початку. Всього до заявки кожної команди можна внести 23 футболісти (включаючи 3 воротарів).
Згідно з регламентом турніру команди-учасниці чемпіонату мали оголосити остаточні списки з 23 гравців до 4 червня 2018 року. За 24 години до першого зіграного матчу команди мають право замінити травмованого гравця іншим.

## Емблема

Мем: Забивака під час розгонів демонстрантів

Офіційна емблема чемпіонату світу з футболу 2018 року представлена 28 жовтня 2014 в ефірі Першого каналу в програмі «Вечірній Ургант». У поданні символіки турніру взяли участь президент ФІФА Йозеф Блаттер, міністр спорту Росії Віталій Мутко і найкращий футболіст світу 2006 року італієць Фабіо Каннаваро.
В емблемі ЧС-2018 вгадується силует Кубка світу ФІФА. Підкорення космосу, іконопис і любов до футболу — три складові логотипу, говориться в прес-релізі оргкомітету турніру.
Талісманом чемпіонату став вовк Забивака. Підсумки голосування по вибору талісмана були підведені 21 жовтня 2016. Персонаж викликав хвилю обговореннь у соціальних мережах, де його почали порівнювати з агресивними російськими вболівальниками, а позу вовка — з рухами мобільних загонів особливого призначення під час розгонів демонстрантів.

## Фінансування
У березні 2013 року стало відомо, що регіони запросили на підготовку до чемпіонату світу з футболу 2018 540 млрд рублів, але перший заступник голови уряду РФ Ігор Шувалов заявив, що ця сума завищена. Прийнято рішення, що для уникнення нецільового витрачання коштів з федерального бюджету профінансують лише будівництво стадіонів і тренувальних баз, реконструкцію міських аеропортів і доріг від авіавузла до стадіонів. Витрати на міську інфраструктуру, дорожньо-транспортну мережу з проекту програми підготовки виключать. Регіони повинні самі знайти кошти на ці цілі, оскільки йдеться про витрати, які не підпадають під зобов'язання Росії перед ФІФА. 20 червня 2013 Уряд Російської Федерації прийняв постанову № 518 «Про Програму підготовки до проведення в 2018 році в Російській Федерації чемпіонату світу з футболу», в якому перераховані об'єкти міської, транспортної та спортивної інфраструктури, які повинні бути побудовані до початку чемпіонату світу із зазначенням джерела фінансування. У січні 2015 витрати на підготовку до чемпіонату світу з футболу 2018 року були скорочені на 10 %.

## Бойкот
Див. докладніше Список суперечок щодо ЧС 2018
Багато країн світу і громадські організації закликали позбавити РФ права приймати чемпіонат у зв'язку з участю Росії в війні на сході України і анексією Криму.
- Після збиття авіалайнера Боїнг-777 на Донеччині заклики забрати в Росії право на проведення Чемпіонату світу з футболу 2018 року стали голосно звучати в німецьких політичних колах. Таку вимогу вже озвучили представники Християнсько-демократичного та Християнсько-соціального союзів (ХДС/ХСС), а також Союзу 90/Зелені. Міжнародна федерація футболу (ФІФА) уникає подібних дискусій.[20]
- Заступник прем'єр-міністра Великої Британії Нік Клегг в інтерв'ю газеті The Sunday Times закликав скасувати рішення про проведення Всесвітнього чемпіонату з футболу 2018 року в Росії як покарання за роль Москви в українській кризі, підкресливши необхідність посилити санкції до Росії з обох боків від Атлантики. Британський політик охарактеризував те що відбувається, як «потворну агресію Росії на російсько-українському кордоні … …Нам необхідно ввести більш жорсткі санкції, але разом з тим з граничною ясністю дати зрозуміти, що він (Путін) не повинен очікувати, що отримає привілей перебувати на вершинах світової політики, не будучи готовим дотримуватися елементарних правил міжнародних відносин», — заявив Клегг[21].
- 2 вересня 2014 діючий президент Зепп Блаттер заявив, що про перенесення місця проведення ЧС-2018 не може бути й мови. Він також попросив всіх, у кого є або з'явиться таке бажання — більше не звертатися до ФІФА з проханнями скасувати чемпіонат в Росії, позаяк на всі подібні питання буде тільки одна відповідь. Блаттер ще раз підкреслив, що спорт і політика ніяк не можуть і не повинні перетинатися[22].
- 7 червня 2015 року Доменіко Скала заявив, що не виключає можливості позбавлення Росії права проведення ЧС-2018[23].
- 22 січня 2018 року Міністр закордонних справ України Павло Клімкін заявив, що Україна веде переговори з федераціями футболу і фанатськими організаціями про можливість бойкоту Чемпіонату світу з футболу в 2018 році в РФ або протестів в рамках заходу.[24]
- Велика Британія: 14 березня 2018 року уряд Великої Британії повідомив, що у відповідь на замах на вбивство Скрипалів із використанням хімічної зброї — отруйної речовини сімейства «Новичок» британські високопосадовці та члени королівської родини бойкотуватимуть футбольний чемпіонат в Росії.[25]
- Ісландія: 26 березня 2018 року на знак протесту проти хімічної атаки у Сирії було оголошено про дипломатичний бойкот чемпіонату в Росії[26].

## Арбітри
16 березня 2018 року ФІФА вперше затвердила використання відеоспостереження на турнірі під своєю юрисдикцією.
29 березня 2018 року ФІФА затвердила список з 36 суддів та 63 асистентів арбітрів, відібраних для обслуговування матчів чемпіонату світу. 30 квітня 2018 року ФІФА затвердила список з 13 суддів-відеоасистентів.

## Стадіони
28 вересня був складений остаточний список міст, в яких пройде чемпіонат, згідно з яким чемпіонат не повинен був пройти в Саранську і Ярославлі. 29 вересня 2012 в рамках телепередачі «Сьогодні ввечері з Андрієм Малаховим» на Першому каналі був названий список з 11 міст, в якому були зроблені зміни, і, згідно з цими змінами — матчі ЧС-2018 не пройдуть в Краснодарі і Ярославлі.
Список міст, які приймуть матчі чемпіонату світу:
- Москва (Центральний кластер)
- Калінінград (Північно-західний кластер)
- Санкт-Петербург (Північно-західний кластер)
- Волгоград (Волзький кластер)
- Казань (Волзький кластер)
- Нижній Новгород (Волзький кластер)
- Самара (Волзький кластер)
- Саранськ (Волзький кластер)
- Ростов-на-Дону (Південний кластер)
- Сочі (Південний кластер)
- Єкатеринбург (Азійський кластер)

| Москва                  | Санкт-Петербург | Калінінград | Москва                  |
| ----------------------- | --- | --- | ----------------------- |
| Лужники                 | Крестовський | Калінінград | Відкриття-Арена         |
| К-ість глядачів: 78 011 | К-ість глядачів: 64 468                                                                                              | К-ість глядачів: 33 973                                                                                              | К-ість глядачів: 44 190 |
|                         | | |                         |
| Казань                  | Москва Санкт-Петербург Калінінград Нижній Новгород Казань Самара Волгоград Саранськ Сочі Ростов-на-Дону Єкатеринбург | Москва Санкт-Петербург Калінінград Нижній Новгород Казань Самара Волгоград Саранськ Сочі Ростов-на-Дону Єкатеринбург | Нижній Новгород         |
| Казань-Арена            | Москва Санкт-Петербург Калінінград Нижній Новгород Казань Самара Волгоград Саранськ Сочі Ростов-на-Дону Єкатеринбург | Москва Санкт-Петербург Калінінград Нижній Новгород Казань Самара Волгоград Саранськ Сочі Ростов-на-Дону Єкатеринбург | Нижній Новгород         |
| К-ість глядачів: 42 873 | Москва Санкт-Петербург Калінінград Нижній Новгород Казань Самара Волгоград Саранськ Сочі Ростов-на-Дону Єкатеринбург | Москва Санкт-Петербург Калінінград Нижній Новгород Казань Самара Волгоград Саранськ Сочі Ростов-на-Дону Єкатеринбург | К-ість глядачів: 43 319 |
|                         | Москва Санкт-Петербург Калінінград Нижній Новгород Казань Самара Волгоград Саранськ Сочі Ростов-на-Дону Єкатеринбург | Москва Санкт-Петербург Калінінград Нижній Новгород Казань Самара Волгоград Саранськ Сочі Ростов-на-Дону Єкатеринбург |                         |
| Самара                  | Москва Санкт-Петербург Калінінград Нижній Новгород Казань Самара Волгоград Саранськ Сочі Ростов-на-Дону Єкатеринбург | Москва Санкт-Петербург Калінінград Нижній Новгород Казань Самара Волгоград Саранськ Сочі Ростов-на-Дону Єкатеринбург | Волгоград               |
| Самара Арена            | Москва Санкт-Петербург Калінінград Нижній Новгород Казань Самара Волгоград Саранськ Сочі Ростов-на-Дону Єкатеринбург | Москва Санкт-Петербург Калінінград Нижній Новгород Казань Самара Волгоград Саранськ Сочі Ростов-на-Дону Єкатеринбург | Волгоград Арена         |
| К-ість глядачів: 41 970 | Москва Санкт-Петербург Калінінград Нижній Новгород Казань Самара Волгоград Саранськ Сочі Ростов-на-Дону Єкатеринбург | Москва Санкт-Петербург Калінінград Нижній Новгород Казань Самара Волгоград Саранськ Сочі Ростов-на-Дону Єкатеринбург | К-ість глядачів: 43 713 |
|                         | Москва Санкт-Петербург Калінінград Нижній Новгород Казань Самара Волгоград Саранськ Сочі Ростов-на-Дону Єкатеринбург | Москва Санкт-Петербург Калінінград Нижній Новгород Казань Самара Волгоград Саранськ Сочі Ростов-на-Дону Єкатеринбург |                         |
| Саранськ                | Сочі | Ростов-на-Дону | Єкатеринбург            |
| Мордовія Арена          | Фішт | Ростов Арена | Центральний             |
| К-ість глядачів: 41 685 | К-ість глядачів: 44 287                                                                                              | К-ість глядачів: 43 472                                                                                              | К-ість глядачів: 33 061 |
|                         | | |                         |

## Груповий етап

### Група A
| М  | Команда           | І | В | Н | П | МЗ | МП | РМ | О |
| -- | ----------------- | - | - | - | - | -- | -- | -- | - |
| 1. | Уругвай           | 3 | 3 | 0 | 0 | 5  | 0  | +5 | 9 |
| 2. | Росія             | 3 | 2 | 0 | 1 | 8  | 4  | +4 | 6 |
| 3. | Саудівська Аравія | 3 | 1 | 0 | 2 | 2  | 7  | −5 | 3 |
| 4. | Єгипет            | 3 | 0 | 0 | 3 | 2  | 6  | −4 | 0 |

| 14 червня 2018 18:00 UTC+3 |

| Росія                                                     | 5 – 0    | Саудівська Аравія |
| --------------------------------------------------------- | -------- | ----------------- |
| Газинський 12' Черишев 43', 90+1' Дзюба 71' Головін 90+4' | Протокол |                   |

| Лужники, Москва Глядачів: 78 011 Арбітр: Нестор Пітана (Аргентина) |

| 15 червня 2018 15:00 |

| Єгипет | 0 – 1    | Уругвай     |
| ------ | -------- | ----------- |
|        | Протокол | Хіменес 89' |

| Центральний, Єкатеринбург Глядачів: 27 015 Арбітр: Бйорн Кейперс (Нідерланди) |

| 19 червня 2018 21:00 UTC+3 |

| Росія                                | 3 – 1    | Єгипет           |
| ------------------------------------ | -------- | ---------------- |
| Фатхі 47' (аг) Черишев 59' Дзюба 62' | Протокол | Салах 73' (пен.) |

| Крестовський, Санкт-Петербург Глядачів: 64 468 Арбітр: Енріке Касерес (Парагвай) |

| 20 червня 2018 18:00 UTC+3 |

| Уругвай    | 1 – 0    | Саудівська Аравія |
| ---------- | -------- | ----------------- |
| Суарес 23' | Протокол |                   |

| Ростов Арена, Ростов-на-Дону Глядачів: 42 678 Арбітр: Клеман Тюрпен (Франція) |

| 25 червня 2018 18:00 UTC+4 |

| Уругвай                                | 3 – 0    | Росія |
| -------------------------------------- | -------- | ----- |
| Суарес 10' Черишев 23' (аг) Кавані 90' | Протокол |       |

| Самара Арена, Самара Глядачів: 41 970 Арбітр: Маланг Д'єдью (Сенегал) |

| 25 червня 2018 17:00 UTC+3 |

| Саудівська Аравія                         | 2 – 1    | Єгипет    |
| ----------------------------------------- | -------- | --------- |
| аль-Фарадж 45+6' (пен.) аль-Давсарі 90+5' | Протокол | Салах 22' |

| Волгоград Арена, Волгоград Глядачів: 36 823 Арбітр: Вільмар Ролдан (Колумбія) |

### Група B
| М  | Команда    | І | В | Н | П | МЗ | МП | РМ | О |
| -- | ---------- | - | - | - | - | -- | -- | -- | - |
| 1. | Іспанія    | 3 | 1 | 2 | 0 | 6  | 5  | +1 | 5 |
| 2. | Португалія | 3 | 1 | 2 | 0 | 5  | 4  | +1 | 5 |
| 3. | Іран       | 3 | 1 | 1 | 1 | 2  | 2  | 0  | 4 |
| 4. | Марокко    | 3 | 0 | 1 | 2 | 2  | 4  | −2 | 1 |

| 15 червня 2018 18:00 UTC+3 |

| Марокко | 0 – 1    | Іран                |
| ------- | -------- | ------------------- |
|         | Протокол | Бугаддуз 90+5' (аг) |

| Крестовський, Санкт-Петербург Глядачів: 62 548 Арбітр: Джюнейт Чакир (Туреччина) |

| 15 червня 2018 21:00 UTC+3 |

| Португалія                  | 3 – 3    | Іспанія                       |
| --------------------------- | -------- | ----------------------------- |
| Роналду 4' (пен.), 44', 88' | Протокол | Дієго Коста 24', 55' Начо 58' |

| Фішт, Сочі Глядачів: 43 866 Арбітр: Джанлука Роккі (Італія) |

| 20 червня 2018 15:00 UTC+3 |

| Португалія | 1 – 0    | Марокко |
| ---------- | -------- | ------- |
| Роналду 4' | Протокол |         |

| Лужники, Москва Глядачів: 78 011 Арбітр: Марк Гейгер (США) |

| 20 червня 2018 21:00 UTC+3 |

| Іран | 0 – 1    | Іспанія   |
| ---- | -------- | --------- |
|      | Протокол | Коста 54' |

| Казань-Арена, Казань Глядачів: 42 718 Арбітр: Андрес Кунья (Уругвай) |

| 25 червня 2018 21:00 UTC+3 |

| Іран                    | 1 – 1    | Португалія   |
| ----------------------- | -------- | ------------ |
| Ансаріфард 90+3' (пен.) | Протокол | Куарежма 45' |

| Мордовія Арена, Саранськ Глядачів: 41 685 Арбітр: Енріке Касерес (Парагвай) |

| 25 червня 2018 20:00 UTC+2 |

| Іспанія              | 2 – 2    | Марокко                  |
| -------------------- | -------- | ------------------------ |
| Іско 19' Аспас 90+1' | Протокол | Бутаїб 14' Ен-Несірі 81' |

| Калінінград, Калінінград Глядачів: 33 973 Арбітр: Равшан Ірматов (Узбекистан) |

### Група C
| М  | Команда   | І | В | Н | П | МЗ | МП | РМ | О |
| -- | --------- | - | - | - | - | -- | -- | -- | - |
| 1. | Франція   | 3 | 2 | 1 | 0 | 3  | 1  | +2 | 7 |
| 2. | Данія     | 3 | 1 | 2 | 0 | 2  | 1  | +1 | 5 |
| 3. | Перу      | 3 | 1 | 0 | 2 | 2  | 2  | 0  | 3 |
| 4. | Австралія | 3 | 0 | 1 | 2 | 2  | 5  | −3 | 1 |

| 16 червня 2018 13:00 UTC+3 |

| Франція                            | 2 – 1    | Австралія         |
| ---------------------------------- | -------- | ----------------- |
| Грізманн 58' (пен.) Бегич 81' (аг) | Протокол | Єдинак 62' (пен.) |

| Казань-Арена, Казань Глядачів: 41 279 Арбітр: Андрес Кунья (Уругвай) |

| 16 червня 2018 19:00 UTC+3 |

| Перу | 0 – 1    | Данія        |
| ---- | -------- | ------------ |
|      | Протокол | Поульсен 59' |

| Мордовія Арена, Саранськ Глядачів: 40 502 Арбітр: Бакарі Гассама (Гамбія) |

| 21 червня 2018 16:00 UTC+4 |

| Данія      | 1 – 1    | Австралія         |
| ---------- | -------- | ----------------- |
| Еріксен 7' | Протокол | Єдинак 38' (пен.) |

| Самара Арена, Самара Глядачів: 40 727 Арбітр: Антоніо Матео Лаос (Іспанія) |

| 21 червня 2018 20:00 UTC+5 |

| Франція    | 1 – 0    | Перу |
| ---------- | -------- | ---- |
| Мбаппе 34' | Протокол |      |

| Центральний, Єкатеринбург Глядачів: 32 789 Арбітр: Мохаммед Абдулла Хассан Мохамед (ОАЕ) |

| 26 червня 2018 17:00 UTC+3 |

| Данія | 0 – 0    | Франція |
| ----- | -------- | ------- |
|       | Протокол |         |

| Лужники, Москва Глядачів: 78 011 Арбітр: Сандро Річчі (Бразилія) |

| 26 червня 2018 17:00 UTC+3 |

| Австралія | 0 – 2    | Перу                      |
| --------- | -------- | ------------------------- |
|           | Протокол | Каррільйо 18' Герреро 50' |

| Фішт, Сочі Глядачів: 44 073 Арбітр: Сергій Карасьов (Росія) |

### Група D
| М  | Команда   | І | В | Н | П | МЗ | МП | РМ | О |
| -- | --------- | - | - | - | - | -- | -- | -- | - |
| 1. | Хорватія  | 3 | 3 | 0 | 0 | 7  | 1  | +6 | 9 |
| 2. | Аргентина | 3 | 1 | 1 | 1 | 3  | 5  | −2 | 4 |
| 3. | Нігерія   | 3 | 1 | 0 | 2 | 3  | 4  | −1 | 3 |
| 4. | Ісландія  | 3 | 0 | 1 | 2 | 2  | 5  | −3 | 1 |

| 16 червня 2018 16:00 UTC+3 |

| Аргентина  | 1 – 1    | Ісландія        |
| ---------- | -------- | --------------- |
| Агуеро 19' | Протокол | Фіннбогасон 23' |

| Відкриття-Арена, Москва Глядачів: 44 190 Арбітр: Шимон Марциняк (Польща) |

| 16 червня 2018 21:00 UTC+2 |

| Хорватія                         | 2 – 0    | Нігерія |
| -------------------------------- | -------- | ------- |
| Етебо 32' (аг) Модрич 71' (пен.) | Протокол |         |

| Калінінград, Калінінград Глядачів: 31 136 Арбітр: Сандро Річчі (Бразилія) |

| 21 червня 2018 21:00 UTC+3 |

| Аргентина | 0 – 3    | Хорватія                           |
| --------- | -------- | ---------------------------------- |
|           | Протокол | Ребич 53' Модрич 80' Ракитич 90+1' |

| Нижній Новгород, Нижній Новгород Глядачів: 43 319 Арбітр: Равшан Ірматов (Узбекистан) |

| 22 червня 2018 18:00 UTC+3 |

| Нігерія       | 2 – 0    | Ісландія |
| ------------- | -------- | -------- |
| Муса 49', 75' | Протокол |          |

| Волгоград Арена, Волгоград Глядачів: 40 904 Арбітр: Метью Конгер (Нова Зеландія) |

| 26 червня 2018 21:00 UTC+3 |

| Нігерія          | 1 – 2    | Аргентина          |
| ---------------- | -------- | ------------------ |
| Мозес 51' (пен.) | Протокол | Мессі 14' Рохо 86' |

| Крестовський, Санкт-Петербург Глядачів: 64 468 Арбітр: Джюнейт Чакир (Туреччина) |

| 26 червня 2018 21:00 UTC+3 |

| Ісландія                 | 1 – 2    | Хорватія               |
| ------------------------ | -------- | ---------------------- |
| Г. Сігурдссон 76' (пен.) | Протокол | Бадель 53' Перишич 90' |

| Ростов Арена, Ростов-на-Дону Глядачів: 43 472 Арбітр: Антоніо Матео Лаос (Іспанія) |

### Група E
| М  | Команда    | І | В | Н | П | МЗ | МП | РМ | О |
| -- | ---------- | - | - | - | - | -- | -- | -- | - |
| 1. | Бразилія   | 3 | 2 | 1 | 0 | 5  | 1  | +4 | 7 |
| 2. | Швейцарія  | 3 | 1 | 2 | 0 | 5  | 4  | +1 | 5 |
| 3. | Сербія     | 3 | 1 | 0 | 2 | 2  | 4  | −2 | 3 |
| 4. | Коста-Рика | 3 | 0 | 1 | 2 | 2  | 5  | −3 | 1 |

| 17 червня 2018 16:00 UTC+4 |

| Коста-Рика | 0 – 1    | Сербія      |
| ---------- | -------- | ----------- |
|            | Протокол | Коларов 56' |

| Самара Арена, Самара Глядачів: 41 432 Арбітр: Маланг Д'єдью (Сенегал) |

| 17 червня 2018 21:00 UTC+3 |

| Бразилія      | 1 – 1    | Швейцарія |
| ------------- | -------- | --------- |
| Коутіньйо 20' | Протокол | Цубер 50' |

| Ростов Арена, Ростов-на-Дону Глядачів: 43 109 Арбітр: Сезар Артуро Рамос (Мексика) |

| 22 червня 2018 15:00 UTC+3 |

| Бразилія                     | 2 – 0    | Коста-Рика |
| ---------------------------- | -------- | ---------- |
| Коутіньйо 90+1' Неймар 90+7' | Протокол |            |

| Крестовський, Санкт-Петербург Глядачів: 64 468 Арбітр: Бйорн Кейперс (Нідерланди) |

| 22 червня 2018 20:00 UTC+2 |

| Сербія      | 1 – 2    | Швейцарія            |
| ----------- | -------- | -------------------- |
| Митрович 5' | Протокол | Джака 52' Шачірі 90' |

| Калінінград, Калінінград Глядачів: 33 167 Арбітр: Фелікс Брих (Німеччина) |

| 27 червня 2018 21:00 UTC+3 |

| Сербія | 0 – 2    | Бразилія                      |
| ------ | -------- | ----------------------------- |
|        | Протокол | Пауліньйо 36' Тіагу Сілва 68' |

| Відкриття-Арена, Москва Глядачів: 44 190 Арбітр: Аліреза Фагані (Іран) |

| 27 червня 2018 21:00 UTC+3 |

| Швейцарія              | 2 – 2    | Коста-Рика                   |
| ---------------------- | -------- | ---------------------------- |
| Джемайлі 31' Дрмич 88' | Протокол | Востон 56' Зоммер 90+3' (аг) |

| Нижній Новгород, Нижній Новгород Глядачів: 43 319 Арбітр: Клеман Тюрпен (Франція) |

### Група F
| М  | Команда        | І | В | Н | П | МЗ | МП | РМ | О |
| -- | -------------- | - | - | - | - | -- | -- | -- | - |
| 1. | Швеція         | 3 | 2 | 0 | 1 | 5  | 2  | +3 | 6 |
| 2. | Мексика        | 3 | 2 | 0 | 1 | 3  | 4  | −1 | 6 |
| 3. | Південна Корея | 3 | 1 | 0 | 2 | 3  | 3  | 0  | 3 |
| 4. | Німеччина      | 3 | 1 | 0 | 2 | 2  | 4  | −2 | 3 |

| 17 червня 2018 18:00 UTC+3 |

| Німеччина | 0 – 1    | Мексика    |
| --------- | -------- | ---------- |
|           | Протокол | Лосано 35' |

| Лужники, Москва Глядачів: 78 011 Арбітр: Аліреза Фагані (Іран) |

| 18 червня 2018 15:00 UTC+3 |

| Швеція               | 1 – 0    | Південна Корея |
| -------------------- | -------- | -------------- |
| Гранквіст 65' (пен.) | Протокол |                |

| Нижній Новгород, Нижній Новгород Глядачів: 42 300 Арбітр: Хоель Агілар (Сальвадор) |

| 23 червня 2018 18:00 UTC+3 |

| Південна Корея    | 1 – 2    | Мексика                      |
| ----------------- | -------- | ---------------------------- |
| Сон Хин Мін 90+3' | Протокол | Вела 26' (пен.) Ернандес 66' |

| Ростов Арена, Ростов-на-Дону Глядачів: 43 472 Арбітр: Милорад Мажич (Сербія) |

| 23 червня 2018 21:00 UTC+3 |

| Німеччина            | 2 – 1    | Швеція       |
| -------------------- | -------- | ------------ |
| Ройс 48' Кроос 90+5' | Протокол | Тойвонен 32' |

| Фішт, Сочі Глядачів: 44 287 Арбітр: Шимон Марциняк (Польща) |

| 27 червня 2018 17:00 UTC+3 |

| Південна Корея                       | 2 – 0    | Німеччина |
| ------------------------------------ | -------- | --------- |
| Кім Йон Гвон 90+3' Сон Хин Мін 90+6' | Протокол |           |

| Казань-Арена, Казань Глядачів: 41 835 Арбітр: Марк Гейгер (США) |

| 27 червня 2018 19:00 UTC+5 |

| Мексика | 0 – 3    | Швеція                                                  |
| ------- | -------- | ------------------------------------------------------- |
|         | Протокол | Аугустінссон 50' Гранквіст 62' (пен.) Альварес 74' (аг) |

| Центральний, Єкатеринбург Глядачів: 33 061 Арбітр: Нестор Пітана (Аргентина) |

### Група G
| М  | Команда | І | В | Н | П | МЗ | МП | РМ | О |
| -- | ------- | - | - | - | - | -- | -- | -- | - |
| 1. | Бельгія | 3 | 3 | 0 | 0 | 9  | 2  | +7 | 9 |
| 2. | Англія  | 3 | 2 | 0 | 1 | 8  | 3  | +5 | 6 |
| 3. | Туніс   | 3 | 1 | 0 | 2 | 5  | 8  | −3 | 3 |
| 4. | Панама  | 3 | 0 | 0 | 3 | 2  | 11 | −9 | 0 |

| 18 червня 2018 18:00 UTC+3 |

| Бельгія                     | 3 – 0    | Панама |
| --------------------------- | -------- | ------ |
| Мертенс 47' Лукаку 69', 75' | Протокол |        |

| Фішт, Сочі Глядачів: 43 257 Арбітр: Янні Сіказве (Замбія) |

| 18 червня 2018 21:00 UTC+3 |

| Туніс            | 1 – 2    | Англія          |
| ---------------- | -------- | --------------- |
| Сассі 35' (пен.) | Протокол | Кейн 11', 90+1' |

| Волгоград Арена, Волгоград Глядачів: 41 064 Арбітр: Вільмар Ролдан (Колумбія) |

| 23 червня 2018 15:00 UTC+3 |

| Бельгія                                              | 5 – 2    | Туніс                 |
| ---------------------------------------------------- | -------- | --------------------- |
| Е. Азар 6' (пен.), 51' Лукаку 16', 45+3' Батшуаї 90' | Протокол | Бронн 18' Хазрі 90+3' |

| Відкриття-Арена, Москва Глядачів: 44 190 Арбітр: Хаїр Марруфо (США) |

| 24 червня 2018 15:00 UTC+3 |

| Англія                                                        | 6 – 1    | Панама    |
| ------------------------------------------------------------- | -------- | --------- |
| Стоунс 8', 40' Кейн 22' (пен.), 45+1' (пен.), 62' Лінгард 36' | Протокол | Балой 78' |

| Нижній Новгород, Нижній Новгород Глядачів: 43 319 Арбітр: Гехад Гріша (Єгипет) |

| 28 червня 2018 20:00 UTC+2 |

| Англія | 0 – 1    | Бельгія    |
| ------ | -------- | ---------- |
|        | Протокол | Янузай 51' |

| Калінінград, Калінінград Глядачів: 33 973 Арбітр: Дамир Скомина (Словенія) |

| 28 червня 2018 21:00 UTC+3 |

| Панама          | 1 – 2    | Туніс                      |
| --------------- | -------- | -------------------------- |
| Меріах 33' (аг) | Протокол | Ф. Бен-Юссеф 51' Хазрі 66' |

| Мордовія Арена, Саранськ Глядачів: 37 168 Арбітр: Наваф Шукралла (Бахрейн) |

### Група H
| М  | Команда  | І | В | Н | П | МЗ | МП | РМ | О |
| -- | -------- | - | - | - | - | -- | -- | -- | - |
| 1. | Колумбія | 3 | 2 | 0 | 1 | 5  | 2  | +3 | 6 |
| 2. | Японія   | 3 | 1 | 1 | 1 | 4  | 4  | 0  | 4 |
| 3. | Сенегал  | 3 | 1 | 1 | 1 | 4  | 4  | 0  | 4 |
| 4. | Польща   | 3 | 1 | 0 | 2 | 2  | 5  | −3 | 3 |

| 19 червня 2018 15:00 UTC+3 |

| Колумбія    | 1 – 2    | Японія                     |
| ----------- | -------- | -------------------------- |
| Кінтеро 39' | Протокол | Каґава 6' (пен.) Осако 73' |

| Мордовія Арена, Саранськ Глядачів: 40 842 Арбітр: Дамир Скомина (Словенія) |

| 19 червня 2018 18:00 UTC+3 |

| Польща        | 1 – 2    | Сенегал                   |
| ------------- | -------- | ------------------------- |
| Крихов'як 86' | Протокол | Цьонек 37' (аг) Ньянг 60' |

| Відкриття-Арена, Москва Глядачів: 44 190 Арбітр: Наваф Шукралла (Бахрейн) |

| 24 червня 2018 20:00 UTC+5 |

| Японія             | 2 – 2    | Сенегал           |
| ------------------ | -------- | ----------------- |
| Інуї 34' Хонда 78' | Протокол | Мане 11' Ваге 71' |

| Центральний, Єкатеринбург Глядачів: 32 572 Арбітр: Джанлука Роккі (Італія) |

| 24 червня 2018 21:00 UTC+3 |

| Польща | 0 – 3    | Колумбія                               |
| ------ | -------- | -------------------------------------- |
|        | Протокол | Міна 40' Фалькао 70' Хуан Куадрадо 75' |

| Казань-Арена, Казань Глядачів: 42 873 Арбітр: Сезар Артуро Рамос (Мексика) |

| 28 червня 2018 17:00 UTC+3 |

| Японія | 0 – 1    | Польща       |
| ------ | -------- | ------------ |
|        | Протокол | Беднарек 59' |

| Волгоград Арена, Волгоград Глядачів: 42 189 Арбітр: Янні Сіказве (Замбія) |

| 28 червня 2018 18:00 UTC+4 |

| Сенегал | 0 – 1    | Колумбія |
| ------- | -------- | -------- |
|         | Протокол | Міна 74' |

| Самара Арена, Самара Глядачів: 41 970 Арбітр: Милорад Мажич (Сербія) |

## Плей-оф
|  | 1/8 фіналу                   | 1/8 фіналу       |                             |       | Чвертьфінал         | Чвертьфінал         |                            |                            | Півфінал | Півфінал |  |  | Фінал | Фінал |
|  |                              |                  |                             |       |                     |                     |                            |                            |          |          |  |  |       |       |
|  | 30 червня – Сочі             |                  |                             |       |                     |                     |                            |                            |          |          |  |  |       |       |
|  |                              |                  |                             |       |                     |                     |                            |                            |          |          |  |  |       |       |
|  | Уругвай                      | 2                |                             |       |                     |                     |                            |                            |          |          |  |  |       |       |
|  | Уругвай                      | 2                | 6 липня – Нижній Новгород   |       |                     |                     |                            |                            |          |          |  |  |       |       |
|  | Португалія                   | 1                |                             |       |                     |                     |                            |                            |          |          |  |  |       |       |
|  | Португалія                   | 1                | Уругвай                     | 0     |                     |                     |                            |                            |          |          |  |  |       |       |
|  | 30 червня – Казань           |                  | Уругвай                     | 0     |                     |                     |                            |                            |          |          |  |  |       |       |
|  |                              | Франція          | 2                           |       |                     |                     |                            |                            |          |          |  |  |       |       |
|  | Франція                      | Франція          | 2                           | 4     |                     |                     |                            |                            |          |          |  |  |       |       |
|  | Франція                      |                  | 10 липня – Санкт-Петербург  | 4     |                     |                     |                            |                            |          |          |  |  |       |       |
|  | Аргентина                    | 3                |                             |       |                     |                     |                            |                            |          |          |  |  |       |       |
|  | Аргентина                    | 3                | Франція                     | 1     |                     |                     |                            |                            |          |          |  |  |       |       |
|  | 2 липня – Самара             |                  | Франція                     | 1     |                     |                     |                            |                            |          |          |  |  |       |       |
|  |                              | Бельгія          | 0                           |       |                     |                     |                            |                            |          |          |  |  |       |       |
|  | Бразилія                     | Бельгія          | 0                           | 2     |                     |                     |                            |                            |          |          |  |  |       |       |
|  | Бразилія                     | 6 липня – Казань |                             | 2     |                     |                     |                            |                            |          |          |  |  |       |       |
|  | Мексика                      | 0                |                             |       |                     |                     |                            |                            |          |          |  |  |       |       |
|  | Мексика                      | 0                | Бразилія                    | 1     |                     |                     |                            |                            |          |          |  |  |       |       |
|  | 2 липня – Ростов-на-Дону     |                  | Бразилія                    | 1     |                     |                     |                            |                            |          |          |  |  |       |       |
|  |                              | Бельгія          | 2                           |       |                     |                     |                            |                            |          |          |  |  |       |       |
|  | Бельгія                      | Бельгія          | 2                           | 3     |                     |                     |                            |                            |          |          |  |  |       |       |
|  | Бельгія                      |                  | 15 липня – Москва (Лужники) | 3     |                     |                     |                            |                            |          |          |  |  |       |       |
|  | Японія                       | 2                |                             |       |                     |                     |                            |                            |          |          |  |  |       |       |
|  | Японія                       | 2                | Франція                     | 4     |                     |                     |                            |                            |          |          |  |  |       |       |
|  | 1 липня – Москва (Лужники)   |                  | Франція                     | 4     |                     |                     |                            |                            |          |          |  |  |       |       |
|  |                              | Хорватія         | 2                           |       |                     |                     |                            |                            |          |          |  |  |       |       |
|  | Іспанія                      | Хорватія         | 2                           | 1 (3) |                     |                     |                            |                            |          |          |  |  |       |       |
|  | Іспанія                      | 7 липня – Сочі   |                             | 1 (3) |                     |                     |                            |                            |          |          |  |  |       |       |
|  | Росія (пен.)                 | 1 (4)            |                             |       |                     |                     |                            |                            |          |          |  |  |       |       |
|  | Росія (пен.)                 | 1 (4)            | Росія                       | 2 (3) |                     |                     |                            |                            |          |          |  |  |       |       |
|  | 1 липня – Нижній Новгород    |                  | Росія                       | 2 (3) |                     |                     |                            |                            |          |          |  |  |       |       |
|  |                              | Хорватія (пен.)  | 2 (4)                       |       |                     |                     |                            |                            |          |          |  |  |       |       |
|  | Хорватія (пен.)              | Хорватія (пен.)  | 2 (4)                       | 1 (3) |                     |                     |                            |                            |          |          |  |  |       |       |
|  | Хорватія (пен.)              |                  | 11 липня – Москва (Лужники) | 1 (3) |                     |                     |                            |                            |          |          |  |  |       |       |
|  | Данія                        | 1 (2)            |                             |       |                     |                     |                            |                            |          |          |  |  |       |       |
|  | Данія                        | 1 (2)            | Хорватія                    | 2     |                     |                     |                            |                            |          |          |  |  |       |       |
|  | 3 липня – Санкт-Петербург    |                  | Хорватія                    | 2     |                     |                     |                            |                            |          |          |  |  |       |       |
|  |                              | Англія           | 1                           |       | Матч за третє місце | Матч за третє місце |                            |                            |          |          |  |  |       |       |
|  | Швеція                       | Англія           | 1                           | 1     | Матч за третє місце | Матч за третє місце |                            |                            |          |          |  |  |       |       |
|  | Швеція                       | 7 липня – Самара | 7 липня – Самара            | 1     |                     |                     | 14 липня – Санкт-Петербург | 14 липня – Санкт-Петербург |          |          |  |  |       |       |
|  | Швейцарія                    | 7 липня – Самара | 7 липня – Самара            | 0     |                     |                     | 14 липня – Санкт-Петербург | 14 липня – Санкт-Петербург |          |          |  |  |       |       |
|  | Швейцарія                    | Швеція           | 0                           | 0     | Бельгія             | 2                   |                            |                            |          |          |  |  |       |       |
|  | 3 липня – Москва (Відкриття) | Швеція           | 0                           |       | Бельгія             | 2                   |                            |                            |          |          |  |  |       |       |
|  |                              | Англія           | 2                           |       | Англія              | 0                   |                            |                            |          |          |  |  |       |       |
|  | Колумбія                     | Англія           | 2                           | 1 (3) | Англія              | 0                   |                            |                            |          |          |  |  |       |       |
|  | Колумбія                     |                  |                             | 1 (3) |                     |                     |                            |                            |          |          |  |  |       |       |
|  | Англія (пен.)                | 1 (4)            |                             |       |                     |                     |                            |                            |          |          |  |  |       |       |
|  | Англія (пен.)                | 1 (4)            |                             |       |                     |                     |                            |                            |          |          |  |  |       |       |

### 1/8 фіналу
| 30 червня 2018 17:00 (UTC+3) |

| Франція                                       | 4 – 3    | Аргентина                             |
| --------------------------------------------- | -------- | ------------------------------------- |
| Грізманн 13' (пен.) Павар 57' Мбаппе 64', 68' | Протокол | Ді Марія 41' Меркадо 48' Агуеро 90+3' |

| Казань-Арена, Казань Глядачів: 42 873 Арбітр: Аліреза Фагані (Іран) |

| 30 червня 2018 21:00 (UTC+3) |

| Уругвай        | 2 – 1    | Португалія |
| -------------- | -------- | ---------- |
| Кавані 7', 62' | Протокол | Пепе 55'   |

| Фішт, Сочі Глядачів: 44 287 Арбітр: Сезар Артуро Рамос (Мексика) |

| 1 липня 2018 17:00 (UTC+3) |

| Іспанія            | 1 – 1    | Росія            |
| ------------------ | -------- | ---------------- |
| Ігнашевич 12' (аг) | Протокол | Дзюба 41' (пен.) |

| Лужники, Москва Глядачів: 78 011 Арбітр: Бйорн Кейперс (Нідерланди) |

|                                       |       | Пенальті                               |  |
| Іньєста · Піке · Коке · Рамос · Аспас | 3 – 4 | Смолов · Ігнашевич · Головін · Черишев |  |

| 1 липня 2018 21:00 (UTC+3) |

| Хорватія     | 1 – 1    | Данія           |
| ------------ | -------- | --------------- |
| Манджукич 4' | Протокол | М. Йоргенсен 1' |

| Нижній Новгород, Нижній Новгород Глядачів: 40 851 Арбітр: Нестор Пітана (Аргентина) |

|                                                |       | Пенальті                                         |  |
| Бадель · Крамарич · Модрич · Пиварич · Ракитич | 3 – 2 | Еріксен · К'єр · Крон-Делі · Шене · Н. Йоргенсен |  |

| 2 липня 2018 18:00 (UTC+4) |

| Бразилія               | 2 – 0    | Мексика |
| ---------------------- | -------- | ------- |
| Неймар 51' Фірміно 88' | Протокол |         |

| Самара Арена, Самара Глядачів: 41 970 Арбітр: Джанлука Роккі (Італія) |

| 2 липня 2018 21:00 (UTC+3) |

| Бельгія                                | 3 – 2    | Японія                |
| -------------------------------------- | -------- | --------------------- |
| Вертонген 69' Феллаїні 74' Шадлі 90+4' | Протокол | Харагуті 48' Інуї 52' |

| Ростов Арена, Ростов-на-Дону Глядачів: 41 466 Арбітр: Маланг Д'єдью (Сенегал) |

| 3 липня 2018 17:00 (UTC+3) |

| Швеція       | 1 – 0    | Швейцарія |
| ------------ | -------- | --------- |
| Форсберг 66' | Протокол |           |

| Крестовський, Санкт-Петербург Глядачів: 64 042 Арбітр: Дамир Скомина (Словенія) |

| 3 липня 2018 21:00 (UTC+3) |

| Колумбія   | 1 – 1    | Англія          |
| ---------- | -------- | --------------- |
| Міна 90+3' | Протокол | Кейн 57' (пен.) |

| Відкриття-Арена, Москва Глядачів: 44 190 Арбітр: Марк Гейгер (США) |

|                                                   |       | Пенальті                                    |  |
| Фалькао · Хуан Куадрадо · Мур'єль · Урібе · Бакка | 3 – 4 | Кейн · Рашфорд · Гендерсон · Тріпп'є · Даєр |  |

### Чвертьфінали
| 6 липня 2018 17:00 (UTC+3) |

| Уругвай | 0 – 2    | Франція                |
| ------- | -------- | ---------------------- |
|         | Протокол | Варан 40' Грізманн 61' |

| Нижній Новгород, Нижній Новгород Глядачів: 43 319 Арбітр: Нестор Пітана (Аргентина) |

| 6 липня 2018 21:00 (UTC+3) |

| Бразилія           | 1 – 2    | Бельгія                            |
| ------------------ | -------- | ---------------------------------- |
| Ренато Аугусто 76' | Протокол | Фернандінью 13' (аг) Де Брейне 31' |

| Казань-Арена, Казань Глядачів: 42 873 Арбітр: Милорад Мажич (Сербія) |

| 7 липня 2018 18:00 (UTC+4) |

| Швеція | 0 – 2    | Англія               |
| ------ | -------- | -------------------- |
|        | Протокол | Магвайр 30' Аллі 59' |

| Самара Арена, Самара Глядачів: 39 991 Арбітр: Бйорн Кейперс (Нідерланди) |

| 7 липня 2018 21:00 (UTC+3) |

| Росія                      | 2 – 2    | Хорватія               |
| -------------------------- | -------- | ---------------------- |
| Черишев 31' Фернандес 115' | Протокол | Крамарич 39' Віда 101' |

| Фішт, Сочі Глядачів: 44 287 Арбітр: Сандро Річчі (Бразилія) |

|                                                   |       | Пенальті                                     |  |
| Смолов · Дзагоєв · Фернандес · Ігнашевич · Кузяєв | 3 – 4 | Брозович · Ковачич · Модрич · Віда · Ракитич |  |

### Півфінали
| 10 липня 2018 21:00 (UTC+3) |

| Франція    | 1 – 0    | Бельгія |
| ---------- | -------- | ------- |
| Умтіті 51' | Протокол |         |

| Крестовський, Санкт-Петербург Глядачів: 64 286 Арбітр: Андрес Кунья (Уругвай) |

| 11 липня 2018 21:00 (UTC+3) |

| Хорватія                   | 2 — 1 (дч) | Англія     |
| -------------------------- | ---------- | ---------- |
| Перишич 68' Манджукич 109' | Протокол   | Тріпп'є 5' |

| Лужники, Москва Глядачів: 78 011 Арбітр: Джюнейт Чакир (Туреччина) |

### Матч за третє місце
| 14 липня 2018 17:00 (UTC+3) |

| Бельгія              | 2 — 0    | Англія |
| -------------------- | -------- | ------ |
| Меньє 4' Е. Азар 82' | Протокол |        |

| Крестовський, Санкт-Петербург Глядачів: 64 406 Арбітр: Аліреза Фагані (Іран) |

### Фінал
| 15 липня 2018 18:00 (UTC+3) |

| Франція                                                     | 4—2      | Хорватія                  |
| ----------------------------------------------------------- | -------- | ------------------------- |
| Манджукич 18' (аг) Грізманн 38' (пен.) Погба 59' Мбаппе 65' | Протокол | 28' Перишич 69' Манджукич |

| Лужники, Москва Глядачів: 78 011 Арбітр: Нестор Пітана (Аргентина) |

## Статистика

### Бомбардири
У 64 матчах було забито 169 голів, у середньому 2.64 голи за гру.
6 голів
| - Гаррі Кейн |

4 голи
| - Ромелу Лукаку - Кріштіану Роналду | - Денис Черишев - Антуан Грізманн | - Кіліан Мбаппе |

3 голи
- Еден Азар
- Дієго Коста
- Єррі Міна
- Артем Дзюба
- Едінсон Кавані
- Маріо Манджукич
- Іван Перишич

2 голи
- Міле Єдинак
- Джон Стоунс
- Серхіо Агуеро
- Філіппе Коутіньйо
- Неймар
- Мохаммед Салах
- Ахмед Муса
- Сон Хин Мін
- Вагбі Хазрі
- Луїс Суарес
- Лука Модрич
- Андреас Гранквіст
- Інуї Такасі

1 гол
- Деле Аллі
- Джессі Лінгард
- Гаррі Магвайр
- Кіран Тріпп'є
- Анхель Ді Марія
- Габріель Меркадо
- Ліонель Мессі
- Маркос Рохо
- Міші Батшуаї
- Ян Вертонген
- Кевін Де Брейне
- Дріс Мертенс
- Тома Меньє
- Маруан Феллаїні
- Насер Шадлі
- Аднан Янузай
- Ренато Аугусто
- Пауліньйо
- Тіагу Сілва
- Роберто Фірміно
- Крістіан Еріксен
- Матіас Йоргенсен
- Юссуф Поульсен
- Карім Ансаріфард
- Гілфі Сігурдссон
- Альфред Фіннбогасон
- Яго Аспас
- Іско
- Начо
- Хуан Кінтеро
- Хуан Куадрадо
- Радамель Фалькао
- Кендалл Востон
- Халід Бутаїб
- Юссеф Ен-Несірі
- Карлос Вела
- Хав'єр Ернандес
- Ірвінг Лосано
- Віктор Мозес
- Тоні Кроос
- Марко Ройс
- Феліпе Балой
- Паоло Герреро
- Андре Каррільйо
- Кім Йон Гвон
- Ян Беднарек
- Гжегож Крихов'як
- Рікарду Куарежма
- Пепе
- Юрій Газинський
- Олександр Головін
- Маріо Фернандес
- Салем аль-Давсарі
- Салман аль-Фарадж
- Мусса Ваге
- Садіо Мане
- Мбай Ньянг
- Александар Коларов
- Александар Митрович
- Фахреддін Бен-Юссеф
- Дилан Бронн
- Ферджані Сассі
- Хосе Марія Хіменес
- Рафаель Варан
- Бенжамен Павар
- Поль Погба
- Самюель Умтіті
- Мілан Бадель
- Домагой Віда
- Андрей Крамарич
- Іван Ракитич
- Анте Ребич
- Граніт Джака
- Блерім Джемайлі
- Йосип Дрмич
- Стівен Цубер
- Джердан Шачірі
- Людвіг Аугустінссон
- Ула Тойвонен
- Еміль Форсберг
- Каґава Сіндзі
- Осако Юя
- Харагуті Генкі
- Хонда Кейсуке

1 автогол
- Азіз Бегич (проти Франції)
- Фернандінью (проти Бельгії)
- Ахмед Фатхі (проти Росії)
- Азіз Бугаддуз (проти Ірану)
- Огенекаро Етебо (проти Хорватії)
- Едсон Альварес (проти Швеції)
- Тьяго Цьонек (проти Сенегалу)
- Сергій Ігнашевич (проти Іспанії)
- Денис Черишев (проти Уругваю)
- Яссін Меріах (проти Панами)
- Маріо Манджукич (проти Франції)
- Янн Зоммер (проти Коста-Рики)

Джерело: ФІФА

### Нагороди
По завершенні турніру ФІФА назвала наступних лауреатів індивідуальних і командних нагород чемпіонату:
| Золотий м'яч              | Срібний м'яч       | Бронзовий м'яч     |
| ------------------------- | ------------------ | ------------------ |
| Лука Модрич               | Еден Азар          | Антуан Грізманн    |
| Золотий бутс              | Срібний бутс       | Бронзовий бутс     |
| Гаррі Кейн                | Антуан Грізманн    | Ромелу Лукаку      |
| 6 голів, 0 передач        | 4 голи, 2 передачі | 4 голи, 1 передача |
| Золоті рукавички          |                    |                    |
| Тібо Куртуа               |                    |                    |
| Найкращий молодий гравець |                    |                    |
| Кіліан Мбаппе             |                    |                    |
| Премія чесної гри         |                    |                    |
| Іспанія                   |                    |                    |